# 托尼·弗里塞尔
托尼·弗里塞尔（英語：Toni Frissell，1907年3月10日—1988年4月17日），美国摄影师，她的作品以时装摄影、二战照片、名人肖像著名。

## 战前
安托瓦妮特·弗里塞尔（Antoinette Frissell）于1907年出生于纽约，但是使用托尼·弗里塞尔作为摄影作品的署名，即使在嫁给麦克尼尔·培根（McNeil Bacon）后仍采用这个名字。她与当时许多著名的摄影师合作，作为塞西尔·比顿（Cecil Beaton）的学徒，并得到爱德华·史泰钦的指导。1931年，她得到第一份工作，担任《时尚》杂志的时装摄影师，之后她为《时尚芭莎》(Harper's Bazaar)工作。她的作品以户外拍摄，强调动感而著称。

## 二战

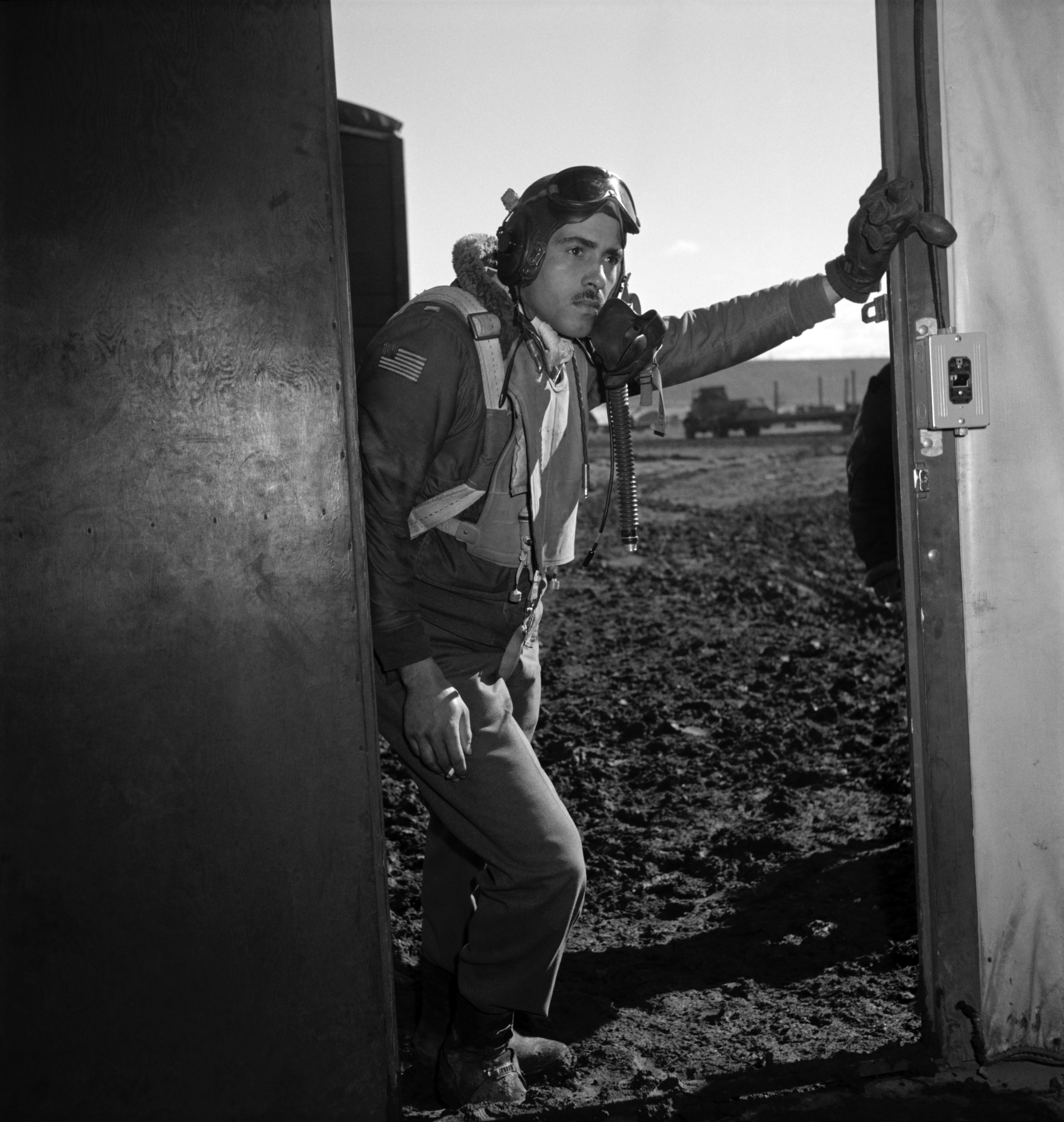
塔斯克基飞行员爱德华·托马斯，由托尼·弗里塞尔拍摄于1945年

1941年，弗里塞尔作为志愿者，为美国红十字工作。之后她加入空军第八军，成为妇女军团官方摄影师。她拍摄以几千张护士、前线士兵、非洲裔美国空军以及孤儿的照片。她曾两次前往欧洲战场。她拍摄的军队妇女和非洲裔美国空军的照片被用作号召公众支持军队中的妇女和非洲裔美国士兵。

## 战后

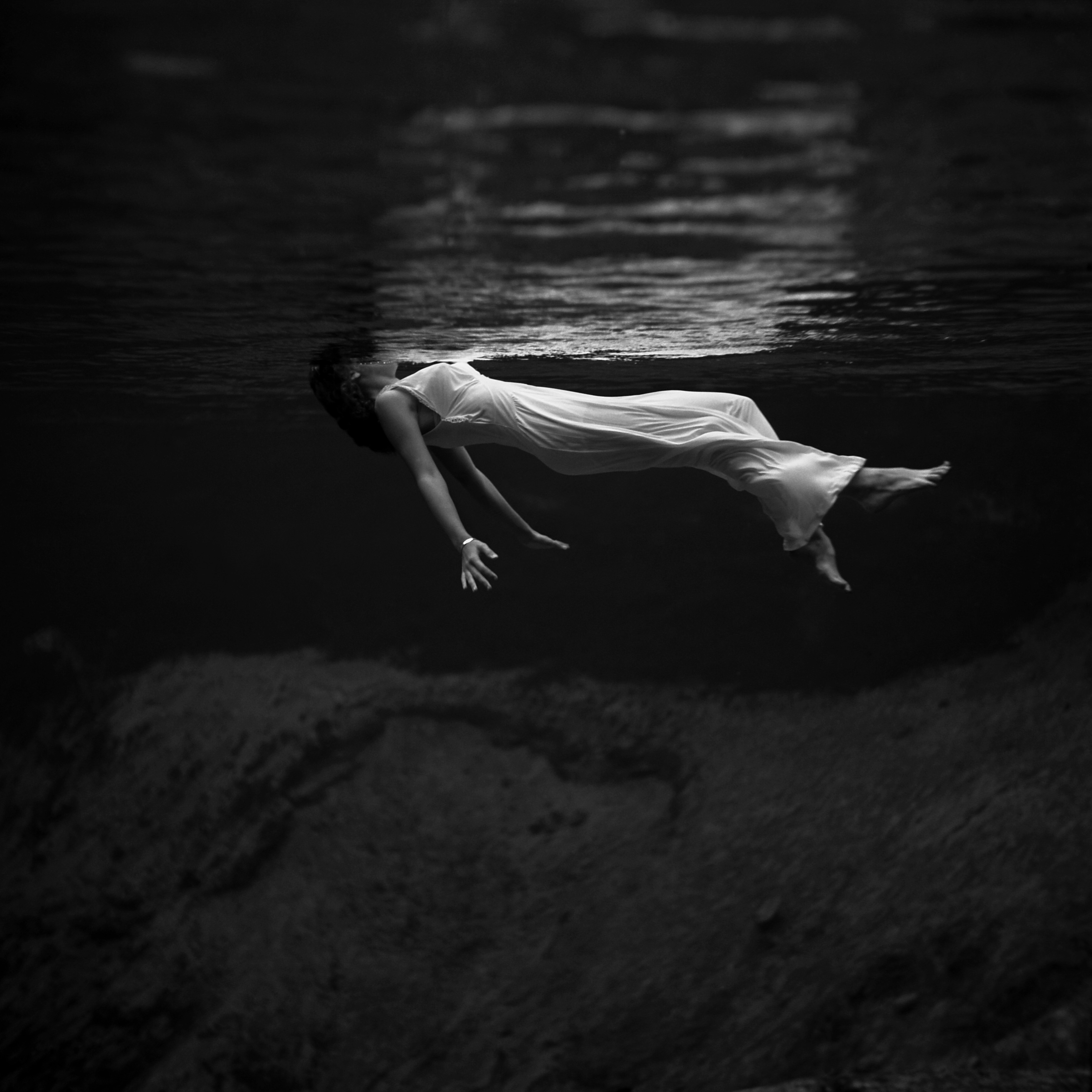
韦基·沃奇温泉，创作于1947年，这张照片之后作为比尔·艾文斯和吉姆·霍尔专辑《Undercurrent》的封面，乐队This Ascension和歌手Osvaldo Golijov的专辑《Tears in Rain》的封面，以及乐队the Beauvilles专辑《Whispering Sin》的封面。

1950年代，她为美国和欧洲著名人物拍摄肖像，其中包括温斯顿·丘吉尔、埃莉诺·罗斯福、约翰·肯尼迪和杰奎琳·肯尼迪。她为《运动画刊》和《生活杂志》工作。1953年，她成为《运动画刊》的第一位女性摄影师，在接下来的几十年，她是为数不多的女性运动摄影师之一。